# Moldova-Film
Moldova-Film är ett moldaviskt filmproduktionsbolag, ursprungligen bildat 1947.
Moldova-Film bildades 1947 som en del av Sovjetunionens centrala studio för dokumentärfilm. 1949 blev det en del av Odessas filmstudio för att 1952 bli en självständig studio. Det ursprungliga namnet var Moldaviska journalfilmsstudion vilket 1957 ändrades till Moldaviska långfilms- och jorunalfilmsstudion, förkortat Moldova-Film.